# 그리스와 덴마크의 공주 마리나
그리스와 덴마크의 공주 마리나(영어: Princess Marina of Greece and Denmark, Duchess of Kent, 그리스어: Πριγκίπισσα Μαρίνα της Ελλάδος και της Δανίας 프링기피사 마리나 티스 엘라도스 케 티스 다니아스[*], 1906년 12월 13일 ~ 1968년 8월 27일)는 그리스의 왕족으로 켄트 공작 조지의 아내이다. 그리스와 덴마크의 왕자 니콜라오스와 러시아 대공녀 옐레나 블라디미로브나 여대공 사이에서 태어난 막내딸이자 요르요스 1세와 올가 왕비의 손녀이다. 그리스와 덴마크의 왕자 안드레아스는 마리나의 숙부로 그 아들인 필리포스 왕자는 사촌동생이다.

## 생애
마리나는 1917년 그리스 국왕 콘스탄티노스 1세의 폐위로 위해 그리스를 떠나 파리 근처에 머물러야 했다. 이후 1934년 11월 29일 조지 5세의 넷째 아들이자 육촌 오빠인 켄트 공작 조지와 웨스트민스터 성당에서 결혼했으며, 마리나의 할아버지 요르요스 1세와 조지의 할머니 알렉산드라 왕비는 남매간으로 마리나와 조지는 같은 크리스티안 9세의 증손들이었다.
결혼 후의 두 사람은 뛰어난 패션 센스와 수려한 외모로 인해 영국 왕실의 선남선녀로 일컬어지며 많은 관심을 받았다. 1935년에 첫 자식이자 장남인 에드워드 공자를 낳았고, 이듬해인 1936년에는 둘째이자 장녀인 알렉산드라 공녀를 낳았다.
켄트 공작부부는 태어난 아이들이 자유로운 환경에서 생활할수 있도록 시골에 있는 저택 코핀스로 이사했고, 어두운 저택을 아름다운 정원과 아이들이 뛰어놀수 있는 놀이터까지 있는 밝은 곳으로 재단장시켰다. 두 사람은 아이들의 잠자리를 직접 챙겨주거나 본인들의 침실에서 함께 놀아줄 정도로 다정한 부모였으며, 이상적인 가정의 모습을 보여주며 많은 영국인들의 부러움을 샀다.
1942년 막내 마이클 공자가 태어난 지 불과 두 달 만에 남편 조지 왕자가 비행기 사고로 사망하면서 과부가 되고 말았다. 조지가 사망한 이후 마리나는 영국 왕실의 일원으로서 다양한 공무를 맡았으며, 오랜 기간 동안 올 잉글랜드 론 테니스 크로케 클럽의 총재를 지냈다. 1957년에 영국의 식민지였던 가나가 독립을 선언하자 마리나는 엘리자베스 2세를 대신해 독립 기념식에 참석했으며, 1966년에 영국의 식민지였던 보츠와나가 독립을 선언하자 마리나가 다시 엘리자베스 2세의 대리로 독립 기념식에 참석하였다. 1963년부터 1968년까지 켄트 대학교의 초대 총장을 지냈으며, 1968년 8월 27일, 뇌종양으로 켄징턴 궁전에서 사망하였다.